# Orla
Die Orla, veraltet auch Orlah oder Orlau, ist ein 35 km langer rechter Nebenfluss der Saale in Ostthüringen.
Der Fluss Orla signifiziert die Orlasenke und ist in seinem Verlauf mit dem Orlaradweg erschlossen.

## Namensherkunft
Der Fluss wird 1192 als Orlah erstmals schriftlich erwähnt. Für die Namensherkunft gibt es mehrere Erklärungen. Die eine behauptet eine slawische Herkunft von orel oder orol (Adler), nach der anderen ist der Name keltischen Ursprungs und rühre von Are (Bär) her. Der Name würde in diesem Fall Bärenwasser bedeuten. Der Sprachwissenschaftler Albrecht Greule geht hingegen von einem vorgermanischen Flussnamen *Orula aus, der sich von der indogermanischen Verbalwurzel *(h)or- mit der Bedeutung „sich in (Fort-)Bewegung setzen“ ableitet.

## Quellgebiet
Nicht eine einzelne Quelle, sondern ein Gebiet, in dem sich mehrere Quellen befinden, teils in Teichen, wurde im Jahr 2000 als Ursprung der Orla festgelegt. Dieses befindet sich am südlichen Stadtrand von Triptis an der Braunsdorfer Straße.

## Verlauf

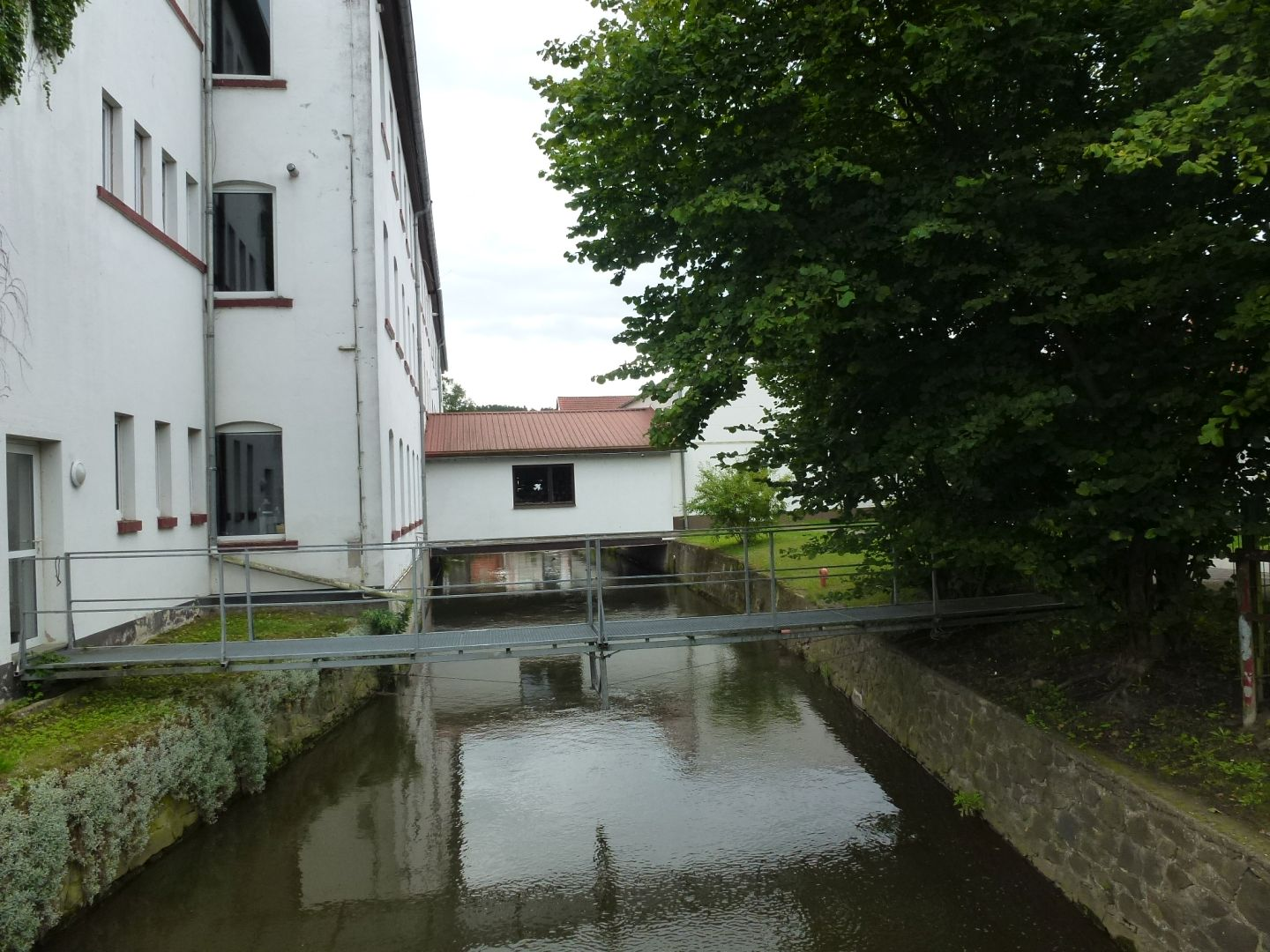
Orla in Freienorla

Unweit ihres Quellgebietes wird die Orla zur Talsperre Triptis aufgestaut. Der Fluss fließt zunächst ungefähr 20 Kilometer gen Westen, durchfließt dabei Neustadt an der Orla und biegt dann bei Pößneck nach Norden ab. Nach weiteren 15 Kilometern mündet die Orla bei Freienorla und Orlamünde in die Saale (Lage→). Beide Flüsse geben dem Saale-Orla-Kreis den Namen.

## Geologie
Die Orla bildet den tiefsten Punkt der Orlasenke. Hierbei handelt es sich um die geologisch alte Formation des Riffgebietes (also Uferbereiches) des Zechsteinmeeres, das bis vor 250 Millionen Jahren bestand.

## Wasserqualität
siehe auch: Gewässerbelastung von Orla und Kotschau während der Industrialisierung
Die im Einzugsbereich der Orla liegende Stadt Pößneck wandelte sich während der Industrialisierung zu einer Industriestadt. Bereits vorher bestehende Wirtschaftszweige wie die Porzellanherstellung, Textilherstellung und Lederherstellung führten zur Gründung von Fabriken und der damit einhergehenden Produktionssteigerung wie auch zu einem Anwachsen der Bevölkerung. Die anfallenden Abwässer wurden in die Kotschau eingeleitet, die in die Orla mündet. Diese Abwässer enthielten sowohl organische Abfälle als auch die in den Industrien verwendeten Chemikalien. Bereits im Jahr 1908 wird berichtet, das Wasser schillere in allen nur möglichen Farben, ebenso sei das Gras der angrenzenden Wiesen als Viehfutter nicht nutzbar gewesen, für Fische habe es keine Möglichkeit gegeben zu überleben, das Wasser selbst sei ebenfalls nicht nutzbar gewesen. Die extreme Verschmutzung des Gewässers hielt über mehr als 100 Jahre an und ging erst nach dem Ende der DDR durch den schlagartigen Niedergang der Pößnecker Industrie zurück.
1997 wurde in Pößneck, 1998 in Neustadt (Orla) jeweils eine zeitgemäße Kläranlage in Betrieb genommen. Parallel dazu wurde und wird auch das Kanalisationsnetz erweitert, so dass die Verschmutzung auch des Grundwassers im Einzugsbereich der Orla weiter zurückgeht. Des Weiteren wurde die Orla seit der Wende in verschiedenen Abschnitten renaturiert, was unter anderem das Anlegen von Mäandern, die Schaffung von Überschwemmungsflächen oder das Anlegen eines Gehölzsaumes beinhaltet.
| Jahr | Bereich Pößneck      | Pößneck bis Saalemündung  |
| ---- | -------------------- | ------------------------- |
| 1993 | - stark verschmutzt  | -- sehr stark verschmutzt |
| 2006 | +- kritisch belastet | + mäßig belastet          |
| 2013 | - unbefriedigend     | -- schlecht               |